# Haarlemse Honkbalweek 1968

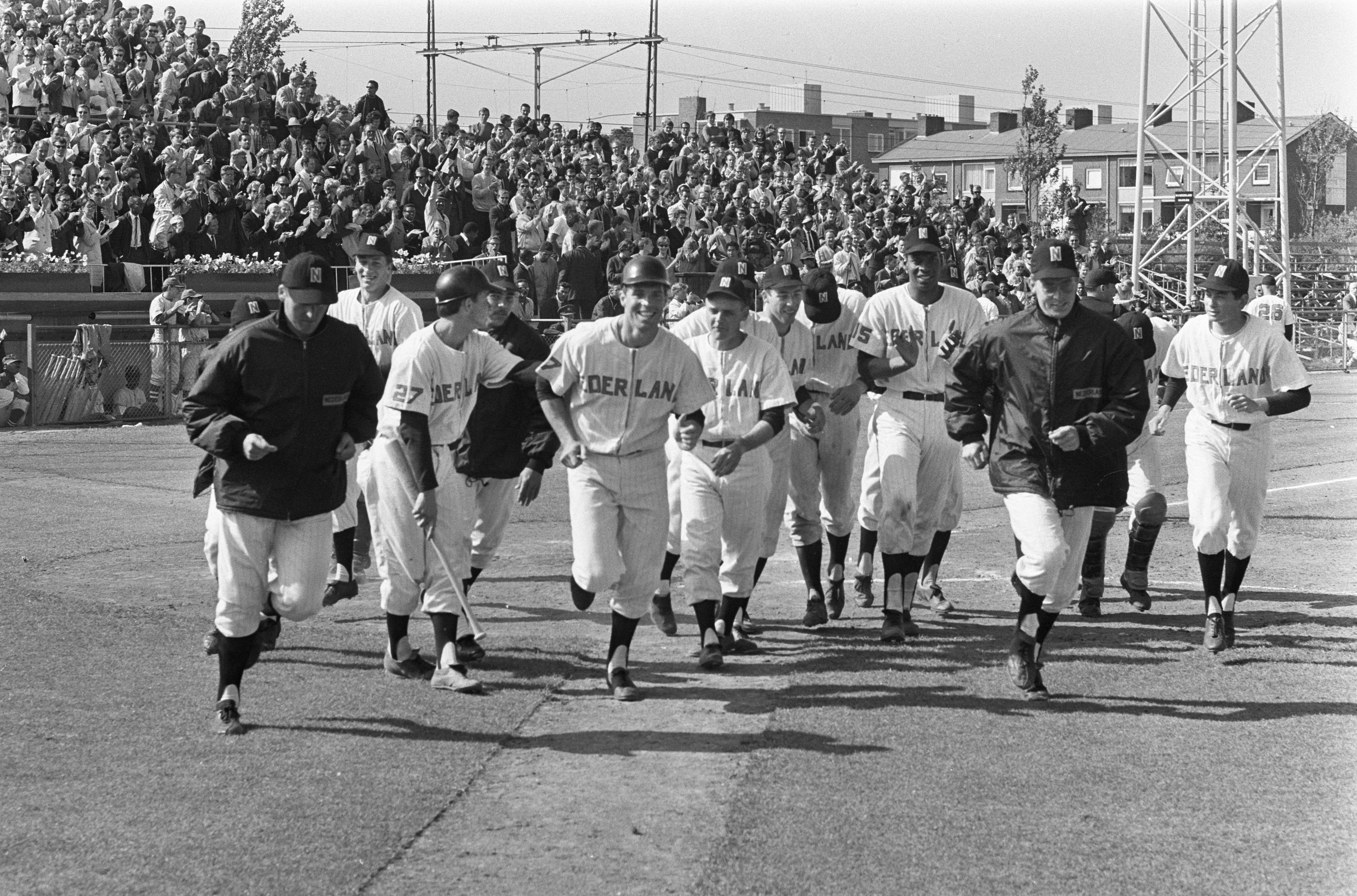
Haarlemse honkbalweek, wedstrijd Nederland-Nederlandse Antillen, 20 juli 1968. Fokke Jelsma heeft een home-run gescoord, het hele team wachtte hem op.

De Haarlemse Honkbalweek 1968 was een honkbaltoernooi gehouden in Haarlem van 20 juli tot en met 28 juli 1968.
Het toernooi werd gehouden in het Pim Mulier honkbalstadion in Haarlem.

De deelnemende teams waren:
- Sullivans (Amerika) - winnaar
- Nederland - tweede plaats
- Nederlandse Antillen - derde plaats
- Italië - vierde plaats

1e in 1961 · 2e in 1963 · 3e in 1966 · 4e in 1968 · 5e in 1969 · 6e in 1971 · 7e in 1972 · 8e in 1974 · 9e in 1976 · 10e in 1978 · 11e in 1980 · 12e in 1982 · 13e in 1984 · 14e in 1988 · 15e in 1990 · 16e in 1992 · 17e in 1994 · 18e in 1996 · 19e in 1998 · 20e in 2000 · 21e in 2002 · 22e in 2004 · 23e in 2006 · 24e in 2008 · 25e in 2010 · 26e in 2012 · 27e in 2014 · 28e in 2016 · 29e in 2018